# Maximilian Mechler
Maximilian Mechler, född 3 januari 1984 i Isny im Allgäu i Baden-Württemberg, är en tysk backhoppare. Han er sportsoldat i Tysklands försvarsmakt och representerar WSV Isny.

## Karriär
Maximilian Mechler debuterade internationellt i världscupen på hemmaplan i Garmisch-Partenkirchen under nyårstävlingen i tysk-österrikiska backhopparveckan 1 januari 2000. Månaden efter startade Mechler i junior-VM 2001 i Karpacz-Szklarska i Polen. Där vann han en bronsmedalj i lagtävlingen. I junior-VM 2002 på hemmaplan i Schonach im Schwarzwald blev han nummer 10 i den individuella tävlingen. 
Efter junior-VM 2002 tävlade Mechler ett tag i kontinentalcupen innan han återvände till världscupen 29 december 2002 och startade i öppningstävlingen i backhopparveckan i Oberstdorf. Mechler var på prispallen första gången i en deltävling i världscupen i Trondheim i Norge 6 december 2003 då han blev nummer tre efter hemmahopparen Roar Ljøkelsøy och Janne Happonen från Finland. Mechler har tävlat 7 säsonger i världscupen. Han har hittills som bäst blivit nummer 27 sammanlagt, i säsongerna 2003/2004 och 2011/2012. I backhopparveckan var han som bäst säsongen 2003/2004 då han blev nummer 11 totalt. Mechler har också tävlat 9 säsonger i kontinentalcupen. Han har fem segrar i deltävlingar och var bäst totalt säsongen 2010/2011 då han blev nummer 8.
Mechler deltog i sitt första stora mästerskap då han tävlade under skidflygnings-VM 2004 i skidflygningsbacken Letalnica i Planica i Slovenien. Mechler tävlade i den individuella tävlingen och blev nummer 30. Tyska skidflygningslaget blev nummer fyra i lagtävlingen, utan Mechler i laget.
Under skidflygnings-VM 2012 i Vikersund i Norge tävlade Mechler båda i den individuella tävlingen och i lagtävlingen. Individuellt slutade han på 23:e plats i en tävling som vanns av Robert Kranjec från Slovakien, före hemmahopparen Rune Velta och bronsvinnaren Martin Koch från Österrike. I lagtävlingen vann Mechler en silvermedalj tillsammans med lagkamraterna Severin Freund, Richard Freitag och Andreas Wank. Tyska laget var 23,2 poäng efter segrande Österrike och 42,8 poäng före bronsvinnarna från Slovenien. Under skidflygnings-VM 2012 satte Maximilian Mechler personbästa. Hans längsta hopp i Vikersundbacken mätte 222,5 meter.